# Antal Kiss
Antal Kiss (ur. 30 grudnia 1935 w Gyöngyös, zm. 8 kwietnia 2021 w Tatabányi) – węgierski lekkoatleta chodziarz, wicemistrz olimpijski z 1968.

## Życiorys
Rozpoczął karierę międzynarodową od występu w finale pierwszego Pucharu Świata w chodzie w 1961 w Lugano, gdzie zajął 9. miejsce w chodzie na 20 kilometrów. W Pucharze Świata w chodzie w 1963 w Varese zajął 3. miejsce na tym dystansie. Wystartował w igrzyskach olimpijskich w 1964 w Tokio, gdzie w chodzie na 20 kilometrów zajął 21. miejsce. Był drugi w tej konkurencji w Pucharze Świata w chodzie w 1965 w Pescarze. Na mistrzostwach Europy w 1966 w Budapeszcie zajął 6. miejsce w chodzie na 20 kilometrów.
Swój największy sukces odniósł na igrzyskach olimpijskich w 1968 w Meksyku, gdzie zdobył srebrny medal w chodzie na 50 kilometrów, przegrywając jedynie z Christophem Höhne z NRD. Na tych samych igrzyskach zajął 14. miejsce w chodzie na 20 kilometrów. Nie ukończył chodu na 50 kilometrów podczas mistrzostw Europy w 1969 w Atenach. W Pucharze Świata w chodzie w 1970 w Eschborn zajął 12. miejsce w chodzie na 50 kilometrów. Na mistrzostwach Europy w 1971 w Helsinkach zajął 11. miejsce w chodzie na 20 kilometrów i 18. miejsce w chodzie na 50 kilometrów.
Jego ostatnią dużą imprezą międzynarodową były igrzyska olimpijskie w 1972 w Monachium, podczas których zajął 26. miejsce w chodzie na 50 kilometrów.
Był mistrzem Węgier na w chodzie 20 kilometrów w 1962, 1964 i 1967, a w chodzie na 50 kilometrów w 1965 i 1967.
Najlepsze wyniki:
- chód na 20 kilometrów – 1:26:57 (1971)
- chód na 50 kilometrów – 4:07:58 (1971)